# (500576) 2012 UP81
(500576) 2012 UP81 es un asteroide perteneciente al cinturón de asteroides descubierto el 20 de octubre de 2007 por el equipo del Mount Lemmon Survey desde el Observatorio del Monte Lemmon, Arizona, Estados Unidos.

## Designación y nombre
Designado provisionalmente como 2012 UP81.

## Características orbitales
2012 UP81 está situado a una distancia media del Sol de 2,966 ua, pudiendo alejarse hasta 3,836 ua y acercarse hasta 2,095 ua. Su excentricidad es 0,293 y la inclinación orbital 14,53 grados. Emplea 1866,13 días en completar una órbita alrededor del Sol.

## Características físicas
La magnitud absoluta de 2012 UP81 es 16,9. 